# La Plazuela
La Plazuela es un dúo de fusión entre flamenco, funk, pop y música electrónica formado en 2019, compuesto por los granadinos Manuel Hidalgo Sierra, El Indio, y Luis Abril Martín, El Nitro.

## Trayectoria musical
Manuel Hidalgo y Luis Abril se conocieron durante la infancia cuando coincidieron en la misma clase a los 3 años. Empezaron a tener una relación más cercana con 13 años, pero fue a los 16 años cuando comenzaron a crear versiones de artistas que admiraban, como Manzanita, Los Chichos o Pata Negra.
El proyecto de La Plazuela surge de un grupo de amigos que deciden tocar juntos por diversión. El grupo se reunía en el trastero del edificio de El Nitro a tocar y lo convirtieron en un estudio improvisado y un lugar para pasar el rato entre amigos. El nombre del grupo surge de este lugar, al que El Indio se refirió una vez como La Plazuela Techá. Más tarde y con el lanzamiento de su primer EP, el dúo decidió acortar el nombre a La Plazuela.
El dúo granadino comienza su carrera musical en 2017, a través de su canal de YouTube, con la publicación de varios covers y temas originales como Ambulocetus o Hasta cuando quiera. 
Su primer lanzamiento oficial y disponible en Spotify, titulado Yunque, clavos y alcayatas, se publica el 25 de octubre de 2019 bajo su propio sello discográfico. Se trata de un EP compuesto por 5 temas: En la espera taskino, Marinero en tierra, Parao frente a la muerte, Si te vas a luchar y Ron de Motril. Un año después, el 22 de octubre de 2020, el dúo lanza su primer sencillo Placeta de la Charca. Meses más tarde, el 17 de diciembre de 2020, vuelven con un nuevo sencillo titulado Principios del XX.
El 16 de septiembre de 2021, sacan a la luz Tangos de Copera junto a Natural Language, firmado por el sello discográfico Universal Music Spain, S.L.U. Se trata de uno de los temas con mayor repercusión con más de 1,7 millones de reproducciones en Spotify y cuyo videoclip cuenta con más de 1,6 millones de visualizaciones en Youtube. El 27 de enero de 2022 vuelven con un nuevo single titulado Campanas del olvido.
En la primavera de 2022, el dúo granadino lanzó dos nuevos singles: Mi tarara, el 8 de abril, y Perico el de la Tomasa, el 5 de mayo. Estos lanzamientos se recopilan en Jamila, segundo EP de la agrupación musical publicado el 12 de mayo de 2022 y en el que se recogen los dos sencillos anteriores y se incluye un nuevo tema titulado La antigua judería. El 6 de octubre de 2022 la agrupación publica Perico el de la Tomasa (por bulerías), una nueva versión del tema junto a Ángeles Toledano.
Poco después, el 23 de noviembre de 2022, lanzan Realejo Beach con una favorable acogida por parte del público y que cuenta con más de 600 000 visualizaciones en YouTube y más de 800 mil reproducciones en Spotify. El siguiente sencillo que publican el 24 de enero de 2023, titulado El lao de la pena, se establece como otro de los temas de la agrupación más reproducidos en Spotify, con cifras que superan el medio millón. El 16 de febrero lanzan un nuevo single, Péiname, Juana y, siguiendo la línea de los anteriores lanzamientos, se consolida como su segundo tema más visualizado en YouTube con 730 mil visualizaciones, solo por detrás de Tangos de Copera, y que reúne más de 800 000 reproducciones en Spotify. El 14 de marzo regresan con La vuelta.
Realejo Beach, El lao de la pena, Péiname, Juana y La vuelta son algunos de los sencillos que forman parte del primer disco de estudio que anuncia el dúo granadino: Roneo Funk Club. El sencillo La primerica helá, que sale a la luz el 11 de abril, es el último adelanto antes de la publicación del álbum.
La Plazuela publica su primer álbum de estudio el 14 de abril de 2023, titulado Roneo Funk Club y bajo el sello discográfico Universal Music Spain, S.L.U. Se compone de un total de 10 temas entre los que se incluyen los sencillos anteriores y otros nuevos: La ida - Intro, Soulseek, Tu palabra, Mira la niña junto a Juanito Makandé y Camino de cristales. Se trata de un proyecto en el que se aprecia el flamenco como base y la fusión entre el funk y la electrónica, en una mezcla de estilos que reúne tanto sonidos de sintetizador y bajo dominante como letras profundas, familiares e introspectivas.

## Giras, conciertos y apariciones en programas

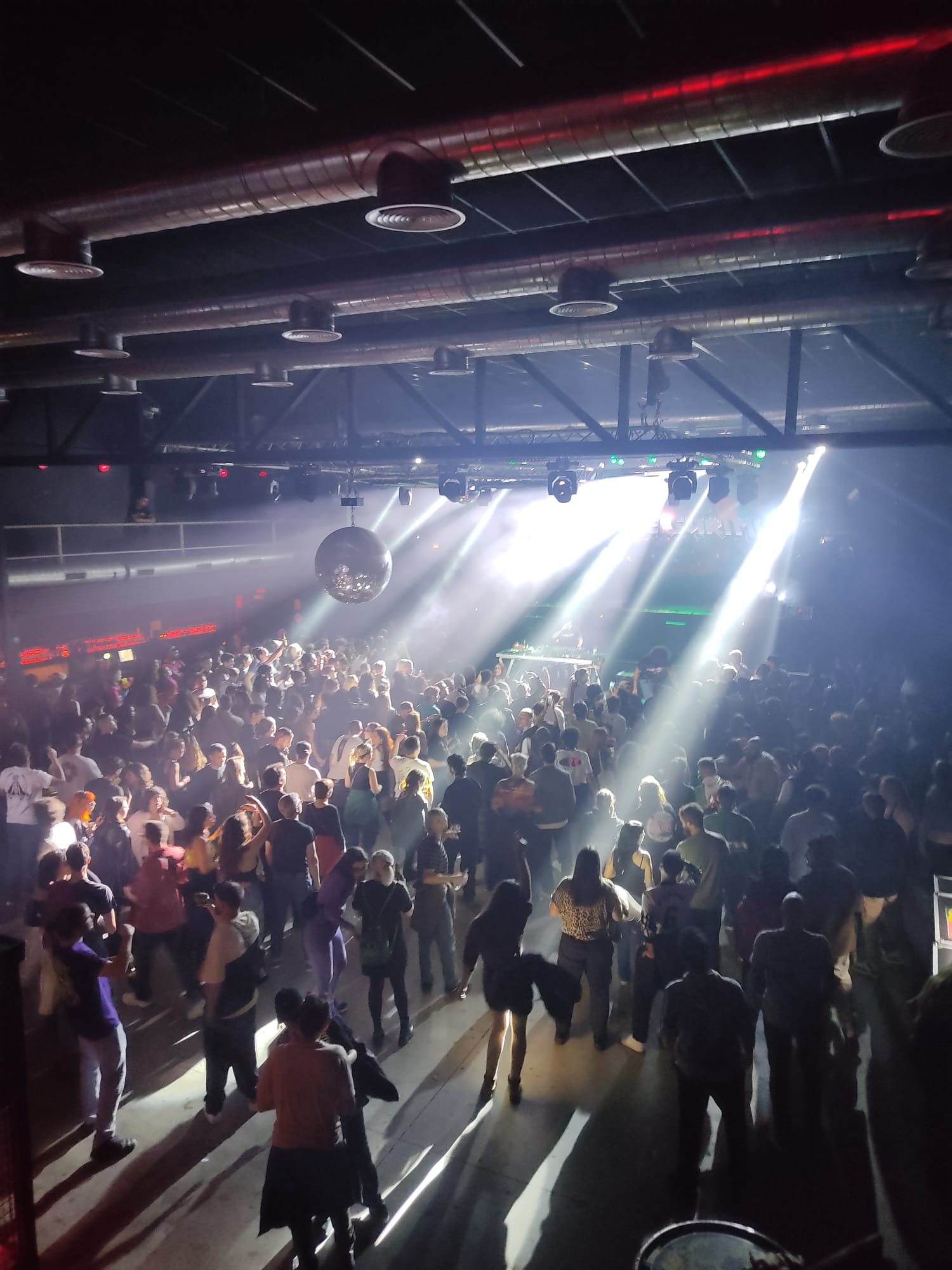
La Plazuela en concierto en la Sala Industrial Copera, Granada

Actualmente, La Plazuela se encuentra en la gira de su primer álbum llamada Roneo Funk Club, actúan en varias ciudades de España como bolo solitario, algunas son Barcelona, San Fernando, Málaga, Ibiza, Pamplona, etc. También actúan en festivales como el Alameda Festival, el Mallorca Live Festival, Cala Mijas Festival o el Festival B. En lo que va de gira, han logrado hacer dos sold out en la sala Industrial Copera de Granada, acompañados de los coros de Aroa Fernández, Aroa Palomo, cantantes como Ángeles Toledano y la guitarra a manos de Nacho Morales.
El 11 de mayo de 2023, aparecieron por primera vez en La resistencia, el programa de Movistar+ presentado por David Broncano.

## Influencias musicales
La música de la Plazuela está influenciada por el flamenco y el funk. En cuanto al flamenco, sus referentes son la época inicial de Camarón, Enrique Morente, Pata Negra o Ketama, de la actualidad, tienen referentes flamencos como David de Jacoba o Agujetas Chico. En cuanto al funk, sus mayores referentes son Silk Sonic, Jungle, Aaron Taylor o Free Nationals. El dúo granadino ha expresado su deseo de colaborar con artistas como Dellafuente.

## Discografía

### Álbumes
- Roneo Funk Club (2023), Universal Music Spain, S.L.U. coproducido por Juanito Makandé.[5]

### EPs
- Yunque, Clavos y Alcayatas (2019)
- Jamila (2022) producido por Antonio Narváez, Chico Blanco y Loren de Califato ¾[1]

### Sencillos
- Placeta de la Charca (2020)
- Principios del XX (2020)
- Tangos de Copera (2021)
- Campanas del olvido (2022)
- Mi tarara (2022)
- Perico el de La Tomasa (2022)
- Perico el de La Tomasa (por bulerías) (2022)
- Realejo Beach (2022)
- El lao de la pena (2023)
- Péiname, Juana (2023)
- La vuelta (2023)
- La primerica helá (2023)